# Ribeiro Gonçalves
Ribeiro Gonçalves este un oraș în Piauí (PI), Brazilia.